# Casa de las Conchas
La Casa de las Conchas (Casa delle Conchiglie) di Salamanca (Spagna) è un edificio in stile gotico con elementi platereschi.

## Storia
Venne costruita dal 1493 al 1517 da Rodrigo Arias Maldonado, cavaliere dell'Ordine di San Giacomo. Si distingue proprio per la facciata ornata da conchiglie simbolo dell'ordine di San Giacomo di Santiago di Compostela (nonché dei pellegrini del Cammino di Santiago). Sulla facciata è presente lo stemma dei Re Cattolici Ferdinando II di Aragona e Isabella di Castiglia, artefici dell'unificazione della Spagna.

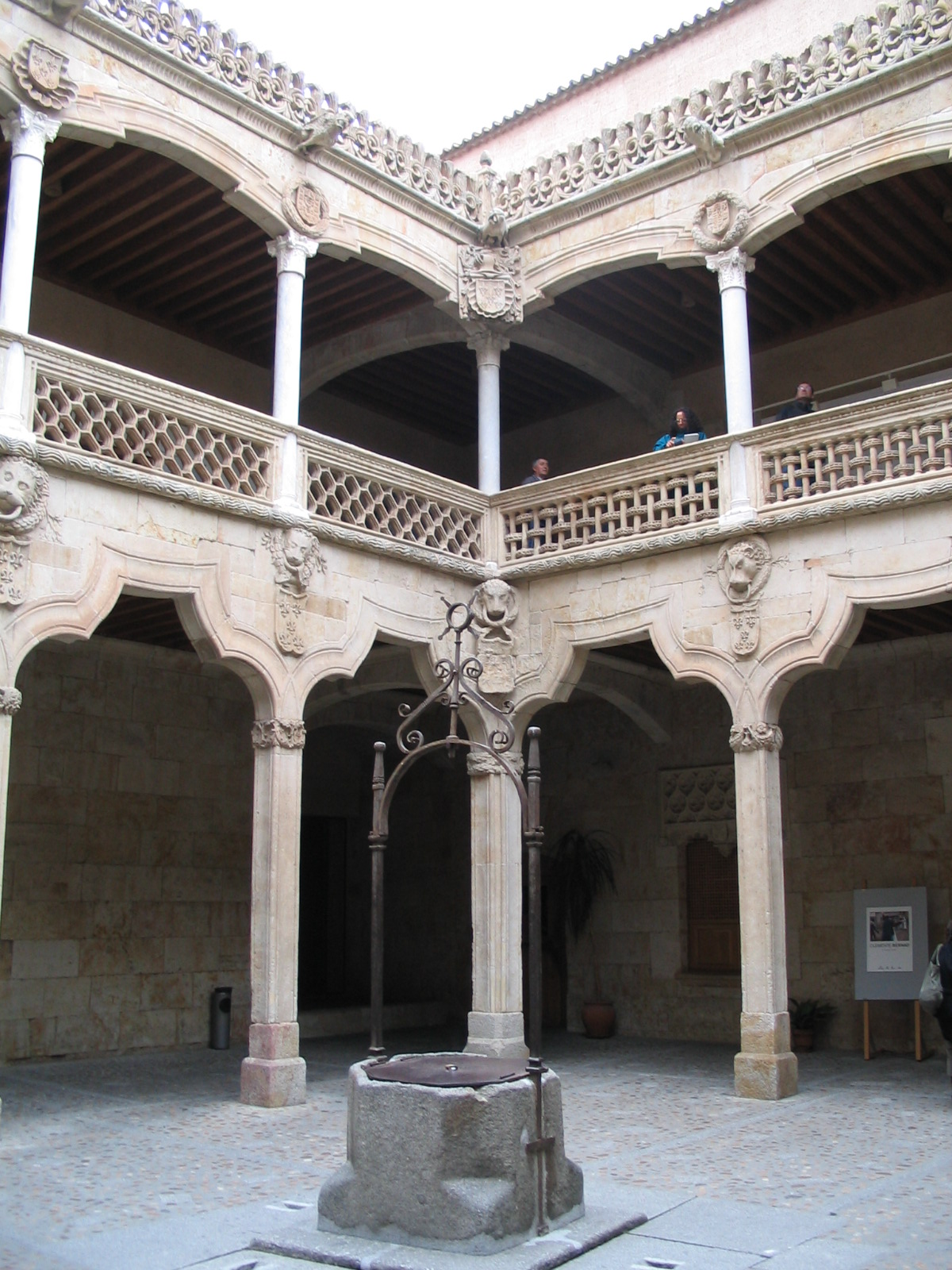
Cortile interno di Casa de las Conchas

Nel 1929 viene dichiarato Monumento Nazionale. Dal 1993 dopo un lungo restauro, venne situata al suo interno la biblioteca pubblica.
Notevole anche il cortile interno, che si può visitare gratuitamente durante l'orario della biblioteca, caratterizzato da archi mistilinei che si adagiano su pilastri quadrati e quello superiore con archi ribassati che poggiano su colonne di marmo di Carrara.